# 星くず兄弟の新たな伝説
『星くず兄弟の新たな伝説』（ほしくずきょうだいのあらたなでんせつ）は、2018年1月20日に公開された日本映画。監督は手塚眞。『星くず兄弟の伝説』の続編。

## 概要
1980年公開の映画『星くず兄弟の伝説』の続編。ロックミュージカルコメディであると同時にロードムービー、ウェスタンムービー、メタフィクションなど多面的な要素を持つ。監督は前作と同じく手塚眞。前作のキャスト、スタッフも多数参加しているが、物語に直接の繋がりはなく独立した映画になっている。
手塚眞は、前作完成後に近田春夫が冗談で言った続編の題名「星くず兄弟月へ行く」「星くず牧場の決闘」に着想を得て、本作のストーリーを創作した。ふたつのストーリーを合わせるにあたって、変化をつけるために、主人公が女性に変化するという展開を作った。
主役の2人は場面（地球、月、西部）によって3人のキャストが用意されており、カン（カンコ）は、三浦涼介、高木完、谷村奈南、シンゴ（シンコ）は、武田航平、久保田慎吾、田野アサミが、それぞれ演じる。
2019年に死去した内田裕也の遺作となった。

## キャスト
- 三浦涼介：カン
- 武田航平：シンゴ
- 荒川ちか：ウサコ
- 高木完：カン
- 久保田慎吾：シンゴ
- 谷村奈南：カンコ
- 田野アサミ：シンコ
- ISSAY：チェザーレ伊東
- 矢吹春奈、渡辺奈緒子：ムーンエンジェルズ
- 藤谷慶太朗：チェリー喜美雄
- 鮎川陽子：天使アケビ
- 芹川有里：天使キナコ
- 植田せりな：天使
- 浅野忠信：クリスト
- ラサール石井：ドクター雅智
- 板野友美：ラン
- 野宮真貴：スペースポートスタッフ
- 毒蝮三太夫
- 森山開次：始末屋コンラッド
- TORICO：助手リンダ
- 加藤賢崇：順番がおかしい男
- 瀬戸口剛：日田弁で話す男
- 今村美乃：誘惑する女
- 夏目あおい、馬渕有咲、石見海人：Bar CAMERAの客
- 軍司眞人、加藤翔：ショーパブの店員
- 小林恵里
- 江口千夏
- SASHA
- 宇佐見未奈
- 恵中剛
- 谷充義
- 椿かおり：スクリプター
- 江口ヒロミ：記者
- 葛谷三喜男
- ドグマ風見：司会者
- 夏木マリ：ベタール卑美子
- 井上順：アストロ南北
- 内田裕也：ロックの神様

### 特別出演
- ラッキー池田：踊る男
- リリー・フランキー：クラブでカンに絡む男
- 綾小路翔：新人ミュージシャン
- 高田文夫
- 庵野秀明、山本政志、犬童一心、吉村元希：酒場でポーカーをする客[1]
- 黒沢清：酒場で西部劇を語る客
- 林海象
- 栩野幸知
- 浦沢直樹：酒場でスケッチする客
- サンプラザ中野くん：酒場に乱入する男
- 伊武雅刀：修験者
- NORO：アストロ・プロモーションに現れるダンサー、地球のクラブダンサー

## スタッフ
- 監督：手塚眞
- 脚本：手塚眞、ケラリーノ・サンドロヴィッチ
- 原案：近田春夫
- プロデューサー：手塚眞、石毛栄典
- ラインプロデューサー：金森保
- 音楽：近田春夫、赤城忠治、窪田晴男、麻来
- 撮影：谷川創平
- 照明：李家俊理
- 録音：小川武
- 美術：林千奈
- 装飾：布部雅人
- 衣装ディレクション＆スタイリング：高木完
- 衣装：石原徳子
- ヘア：Akira Yamada
- メイク：RINO
- 振付：香瑠鼓
- アートディレクション：奥平イラ

## 劇中歌
- 「思い遂げた男」 作詞・作曲：久保田慎吾 / 編曲：サニー久保田とオールド・ラッキー・ボーイズ / 歌：久保田慎吾
- 「Another DAL, Another Planet」 作曲・編曲：高木完
- 「星くず兄弟、月へ行く」 作詞：手塚眞&赤城忠治 / 作曲：赤城忠次 / 編曲：金津ヒロシ / 歌：野宮真貴&スターダスト・ブラザーズ（三浦涼介&武田航平）
- 「本物のスター20XX」 作詞：手塚眞 / 作曲・編曲：藤原光洋 / ：井上順
- 「チェリーのCURE」 作詞：サエキけんぞう　作曲・編曲：麻来 / 歌：藤谷慶太朗
- 「星くず兄弟の伝説(BORO)」作詞：近田春夫 / 作曲・編曲：赤城忠次 / 歌：スターダスト・ブラザーズ（三浦涼介&武田航平）
- 「セカイはアタシのモノなのよ」 作詞：手塚眞 / 作曲・編曲：石井爲人 / 歌：夏木マリ&ISSAY
- 「星くずカントリー」 作詞：手塚眞 / 作曲：麻来 / 編曲：窪田晴男 / 歌：スターダスト・シスターズ（谷村奈南&田野アサミ）
- 「さかさま天使」 作詞：サエキけんぞう / 作曲・編曲：麻来 / 歌：荒川ちか
- 「砂漠の嵐」 作詞：手塚眞 / 作曲・編曲：窪田晴男 / 歌：スターダスト・シスターズ（谷村奈南&田野アサミ）
- 「コミック雑誌なんかいらない」 作詞・作曲・編曲：PANTA / 歌：内田裕也
- 「星くず兄弟の伝説」 作詞：近田春夫 / 作曲：赤城忠次 / 編曲：赤城忠次、金津ヒロシ / 歌：スターダスト・ブラザーズ（三浦涼介&武田航平）
- 「星影のバラード」 作詞：手塚眞&赤城忠治 / 作曲・編曲：赤城忠次 / 歌：三浦涼介
- 「I'm breaking this world」 作詞：手塚眞&赤城忠治 / 作曲・編曲：米田克哉、赤城忠次 / 歌：赤城忠次
- 「ロックな人生」 作詞：手塚眞&近田春夫 / 作曲：近田春夫 / 編曲：久米大作 / 歌：井上順&夏木マリ
- 「ドリームズ・ネバー・エンド」 作詞：手塚眞&近田春夫 / 作曲：近田春夫 / 編曲：久米大作 / 歌：星くずオールスターズ（井上順&夏木マリ&三浦涼介&武田航平&荒川ちか　ほか）
- 「誰の為でもなく」 作詞・作曲・編曲：赤城忠次 / 歌：赤城忠次
- 「君はBeautiful」 作詞・作曲・編曲：赤城忠次 / 歌：赤城忠次